# Pledgebank
PledgeBank este un site web ce publică petiții cu subiecte diverse, de forma: "Voi face x dacă un număr de y oameni sunt de acord să facă același lucru." Asemenea angajamente publice sunt metode ne-coercitive de a rezolva probleme prin acțiune colectivă, mai ales când ținta este un bun public. PledgeBank a fost fondat de mySociety și a apărut pe internet în 2005. PledgeBank a fost tradus de către voluntari în 12 limbi în afară de engleză.
Dintre organizațiile notabile promovate sau lansate prin petiții pe PledgeBank: Open Rights Group din UK a fost înființată iar NO2ID a primit finanțare și i s-a făcut publicitate.
Dintre petițiile PledgeBank:
- 1000 de oameni din India au donat cărți Arhivat în 13 iunie 2008, la Wayback Machine. pentru construirea unei biblioteci.
- Freeculture.org a pornit o petiție pentru boicotarea CD-urilor cu DRM.
- Tony Blair a pornit o petiție pentru a deveni sponsor al unui club sportiv comunitar dacă alte 100 de personalități publice fac același lucru.
- O altă petiție Arhivat în 14 octombrie 2007, la Wayback Machine. caută donații mici pentru St. Jude Children's Research Hospital.